# Michipicoten
Michipicoten est un canton rural de l'Ontario (Canada), situé à l'embouchure de la rivière Michipicoten et du lac Supérieur.
Il comprend les communautés rurales de Michipicoten, de Magpie et de Wawa.
Le recensement de 2006 y dénombre 3 204 habitants, dont plus de 20 % de Franco-Ontariens.
Michipicoten est situé sur la route Transcanadienne.
Au XVIIIe siècle s'élevait le poste de traite fortifié canadien-français du nom de Fort Michipicoton.
La population de Michipicoten et de Wawa est constituée d'une forte minorité francophone (Un tiers de la population). Quatre écoles sur sept sont francophones regroupant un tiers des effectifs scolarisés.
Le village de Magpie (à ne pas confondre avec le village de Magpie au Québec) est dépendant du canton de Michipicoten. Magpie fut fondé après la Seconde Guerre mondiale par les frères Dubreuil, qui arrivèrent du Québec et fondèrent une scierie à cet endroit à côté de la rivière Magpie. Ils firent venir plusieurs familles québécoises qui s'installèrent dans ce village. À la fin des années 1950, nombre d'entre eux allèrent fonder la ville de Dubreuilville à quelques dizaines de kilomètres de là pour être encore plus près de leur lieu d'exploitation forestière.
Au sud de Michipicoten et de Wawa commence le parc provincial du Lac-Supérieur.